# Connessione spinoriale
In geometria differenziale e in fisica matematica, una connessione spinoriale è una connessione su un fibrato spinoriale. È indotta, in modo canonico, dalla connessione di Levi-Civita. Può anche essere vista come il campo di gauge generato da una trasformazione di Lorentz locale.

## Definizione
La connessione spinoriale è data da
{\displaystyle \omega _{\mu }^{\ ab}=e_{\nu }^{\ a}\Gamma _{\ \sigma \mu }^{\nu }e^{\sigma b}+e_{\nu }^{\ a}\partial _{\mu }e^{\nu b}=e_{\nu }^{\ a}\Gamma _{\ \sigma \mu }^{\nu }e^{\sigma b}-e^{\nu b}\partial _{\mu }e_{\nu }^{\ a},}
dove {\displaystyle \Gamma _{\sigma \mu }^{\nu }} è la connessione di Levi-Civita e gli {\displaystyle e_{\nu }^{\ a}} sono i campi di riferimento di Lorentz locali. Indici latini indicano il riferimento di Lorentz locale, mentre indici greci indicano le coordinate generali.